# Matschels
Matschels ist einer der vier Ortsteile (Weiler) von Nofels (Nofels, Bangs, Fresch, Matschels) und gehört zum Gemeindegebiet von Feldkirch.

## Geografie
Matschels liegt nördlich von Nofels und Bangs in der Roten Au, der größten zusammenhängenden Waldfläche im Vorarlberger Rheintal. Am nördlichsten Punkt des Gebiets mündet die Ill beim sogenannten Illspitz in den Alpenrhein. In Matschels gab es bis Ende des 19. Jahrhunderts Siedlungen. Zum einen das Ur-Matschels am Matschelser Bergle (445 m, Inselberg des Rheintalgrabenbruchs, niedrigster Berg Vorarlbergs, nach heutigen Karten relative Höhe etwa 16 m) sowie das südlicher gelegene Obermatschels. Heute ist der Weiler unbewohnt und Naturschutzgebiet.

## Geschichte
Wie auch unter Nofels erwähnt dürfte im 11. und 12. Jahrhundert die Besiedlung der bewaldeten Flussauen zwischen Schellenberg, Ill und Rhein begonnen haben.
In Dokumenten von 1355 wird Matschels zum ersten Mal als „Montschels“ erwähnt, eine zweite Nennung dieser Ur-Siedlung (etwa 5 Häuser) am bzw. auf dem Bergle gibt es um 1407. Der Name leitet sich von Monticellus = Haus / Hof am Berg oder monticolus = kleiner Berg ab. Eine weitere, spätere Bezeichnung war Amatschels.
Etwa ab dem 16. Jahrhundert gab es aufgrund von Geschiebeverlagerungen und damit verbundenen Erhöhungen der Flussbette zunehmend Überschwemmungen von Rhein und Ill. Dies und auch ständige Änderungen des Verlaufes der Ill im Mündungsbereich veranlassten Ende des 16. Jahrhunderts zu Neuansiedlungen 1 km südlicher in Obermatschels und später auch zu Umzügen von der Ur-Siedlung dorthin (letzte Häuser vom Bergle überstellt anno 1775). Obermatschels (heute nurmehr Matschels genannt)
wuchs dadurch damals zu einem kleinen Dorf mit 12 Bauernhäusern und einer kleinen Kapelle.

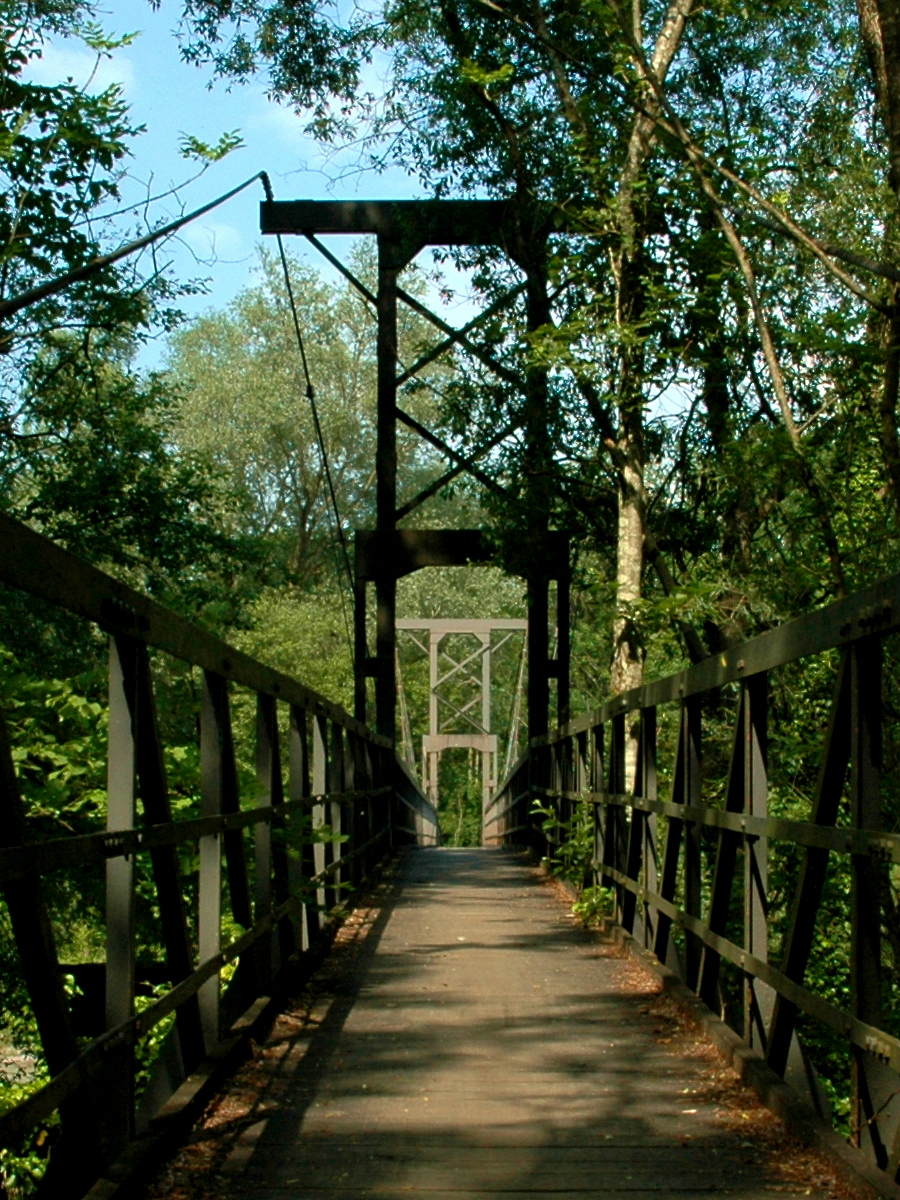
Ehemalige Hängebrücke über die Ill

Weitere Hochwässer (30 Rheineinbrüche allein im 18. und 19. Jhd.) führten schließlich zu einer vollständigen Entsiedelung. Häuser wurden – öfter schon zum zweiten Mal – abgebrochen, nach dem etwas höher gelegenen Nofels oder nach Bangs transportiert und dort wieder aufgebaut (letztes Wohnhaus von Obermatschels abgebrochen 1892).
Übrig blieb nur ein Stallgebäude, „Schatzmanns Ställe“ genannt (1983 erneuert). Wo die einstige Kapelle stand, wurde später von ehemaligen Bewohnern das heute noch stehende Weg-Kreuz errichtet.
Bereits um 1775 wurden an der Nordseite des Matschelser Bergle Steine für den Illdammbau gebrochen, ein intensiver Steinbruch erfolgte dann aber in den Jahren 1924–1926. In dieser Zeit wurde das eh schon kleine Bergle etwa zur Hälfte abgetragen.
2008 wurde die alte Illspitz-Hängebrücke, welche in den 50er Jahren mit ausgedienten Drahtseilen der Bregenzer Pfänder-Seilbahn erbaut wurde und somit Bangs-Matschels über ein halbes Jahrhundert mit der Gemeinde Meiningen verband, abgebrochen und durch eine moderne, breitere Konstruktion ersetzt, welche dem zunehmenden Radfahrverkehr gewachsen ist.

## Sehenswürdigkeiten

### Naturschutzgebiet

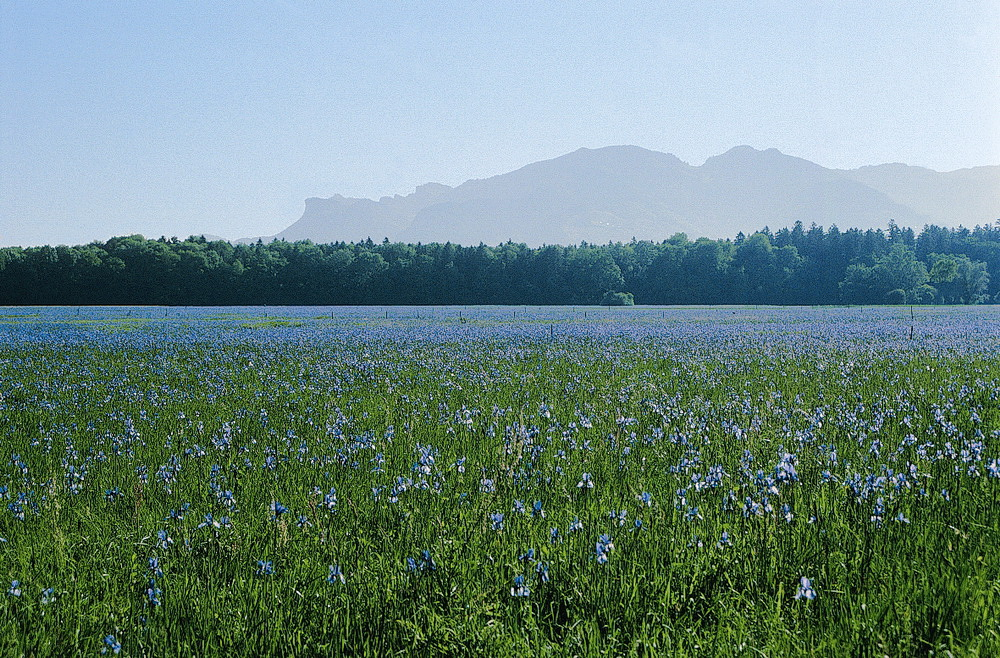
Irisblüte im Unterried

Matschels ist seit 1974 Naturschutzgebiet. Seit 1995 bildet es zusammen mit dem Naturschutzgebiet Bangser Ried das Natura-2000-Gebiet Bangs – Matschels, das einen außergewöhnlicher Naturraum mit ausgedehnten Feuchtwiesen und 280 ha Wald darstellt. Ökologisch besonders wertvoll sind die Streuwiesen, sie werden nicht gedüngt und nur einmal pro Jahr gemäht. Zusammen mit den mäßig intensiv bewirtschafteten Wiesen bieten sie einer Vielzahl von seltenen und gefährdeten Tier- und Pflanzenarten Lebensraum. Sie sind Heimat für viele an nährstoffarme Lebensräume angepasste Schmetterlingsarten, aber auch für den Wachtelkönig, eine weltweit bedrohte Vogelart. Im Frühsommer verwandeln Sibirische Schwertlilien (Iris) die Wiesen in ein leuchtend blaues Blütenmeer.
Es gilt ein Fahrverbot für Kraftfahrzeuge, mit dem Fahrrad oder noch besser zu Fuß kann aber die wunderbare Naturlandschaft erkundet und Spurensuche betrieben werden.

### Illspitz

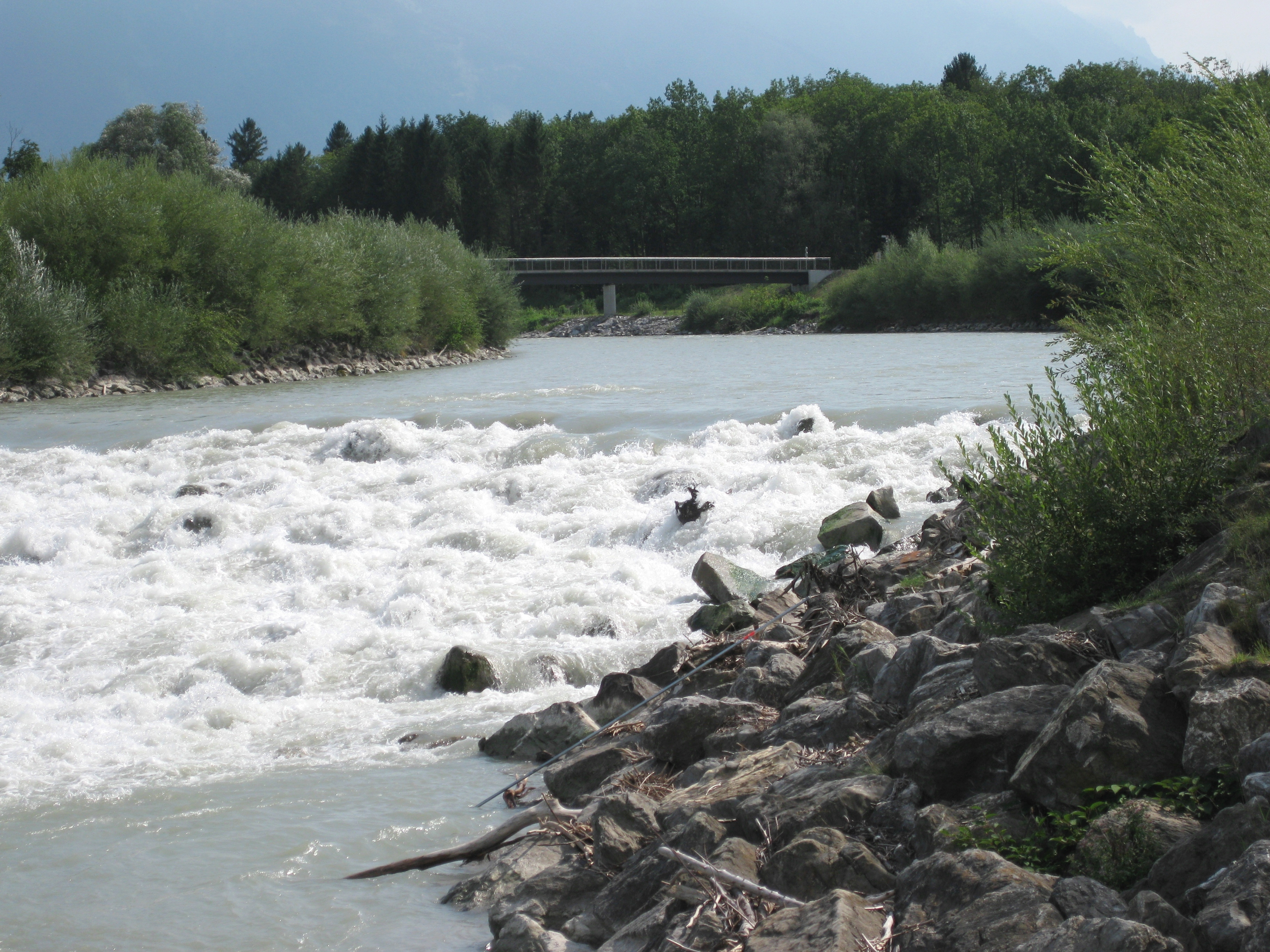
Illspitz, neue Brücke (2008)

Am Illspitz münden die Ill sowie der Spiersbach (frühere Schreibweise Spirsbach) in den Rhein. Nachdem das Ill-Hochwasser von 1999 den Illspitz komplett verändert hatte, wurden 2001/2002 die Mündung der Ill und später in 2008 auch die Mündung des Spiersbaches neu gestaltet (renaturiert). Durch die Maßnahmen soll auch Fischen der Aufstieg vom Rhein in die Flüsse erleichtert werden. Das Gebiet um den Illspitz ist ein beliebtes Ausflugsziel für Spaziergänger und Fahrradfahrer.
Im Juli 2008 wurde in den Medien öffentlich bekannt gegeben, dass der Bau eines Wasserkraftwerkes (Kraftwerk Illspitz) im Bereich des Illspitzes geplant ist.

## Ansichten

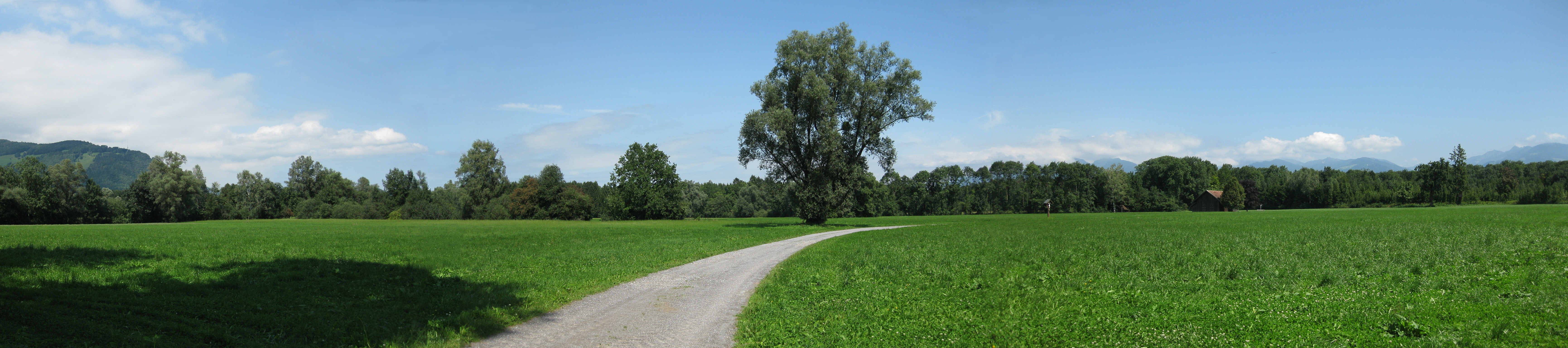
Obermatschels, Panorama
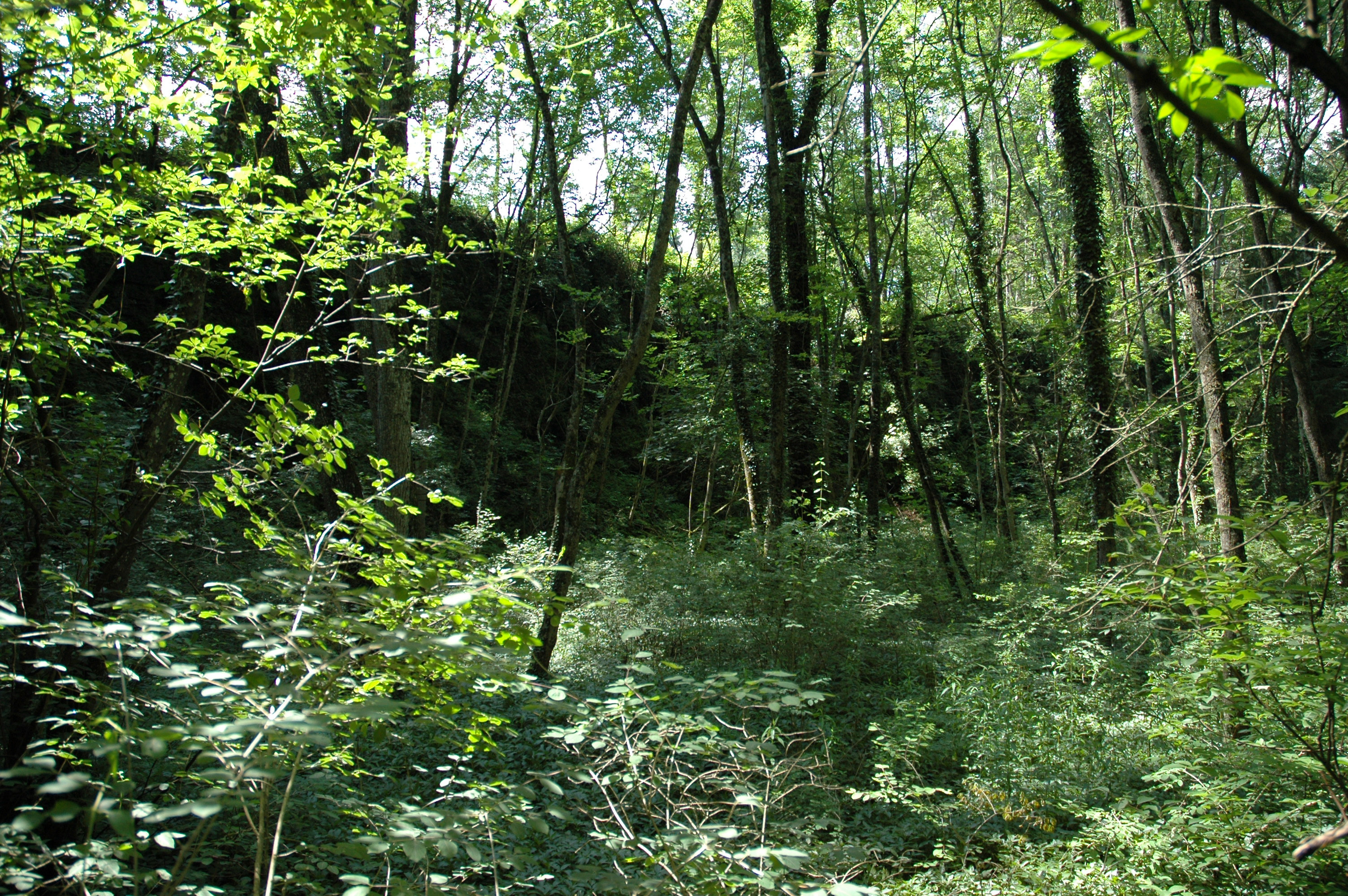
Matschelser Bergle, Nordwand (Steinbruch)
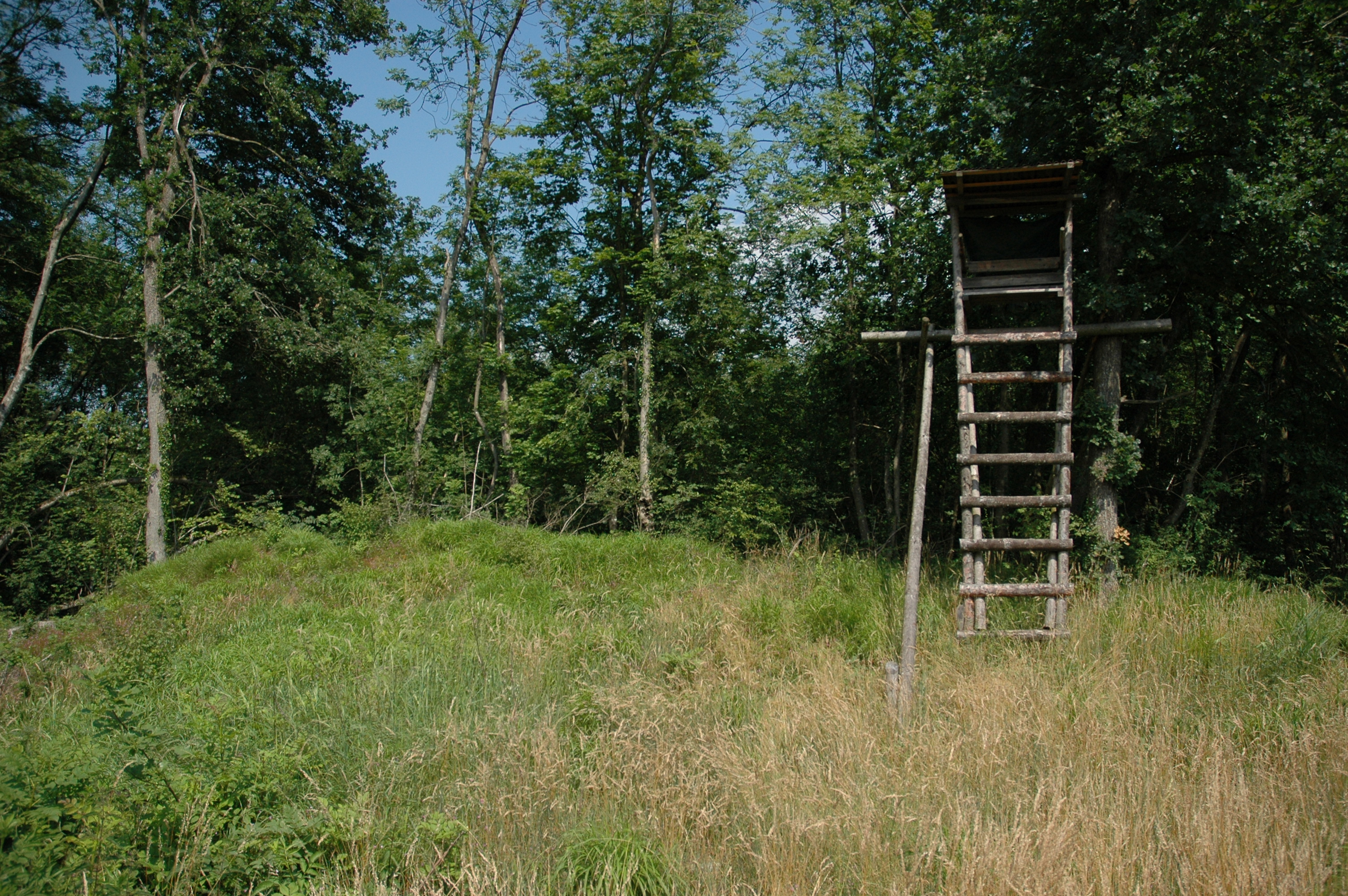
Bergle „Gipfel“ (links)
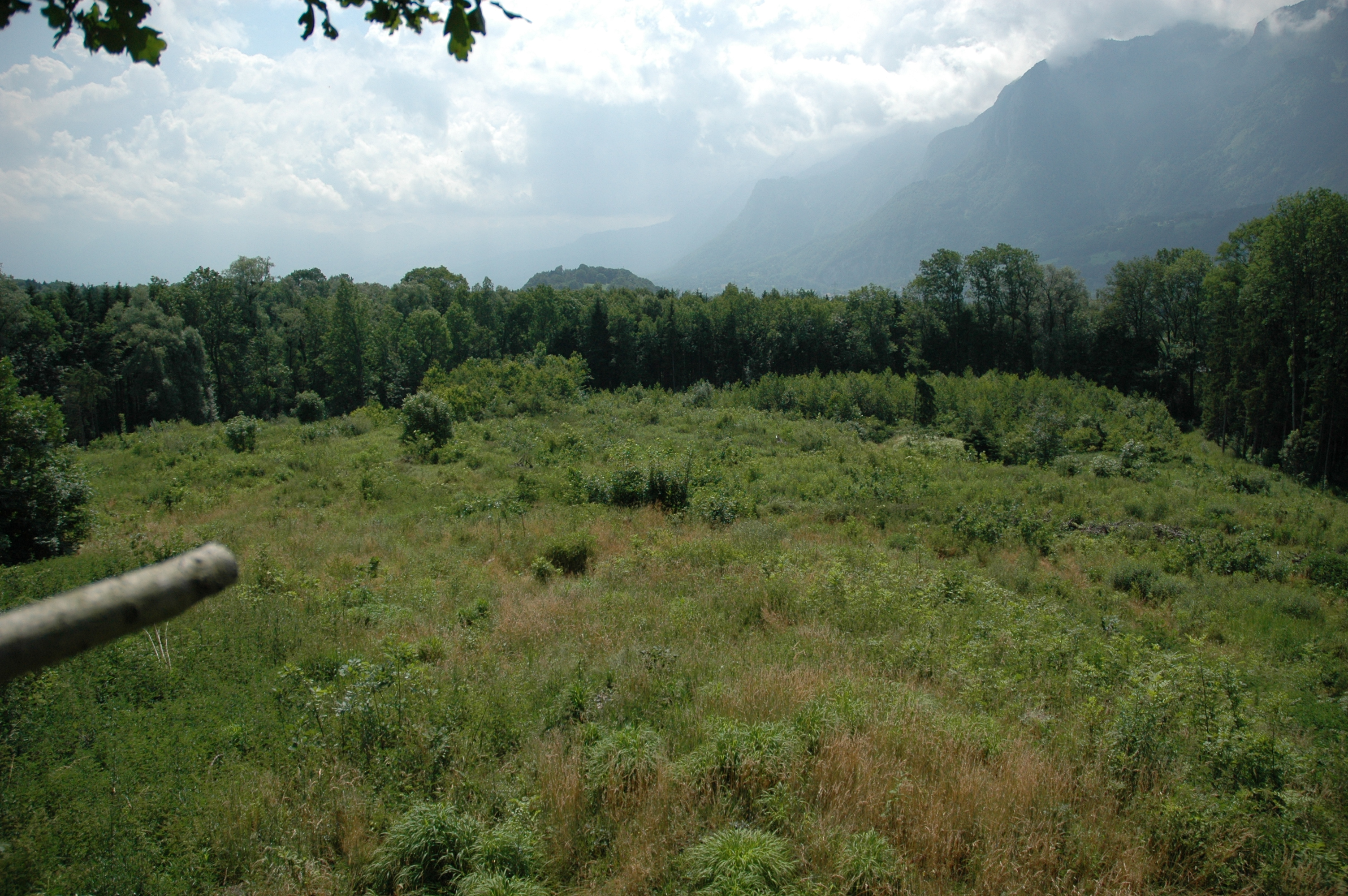
Aussicht vom Bergle nach Süden
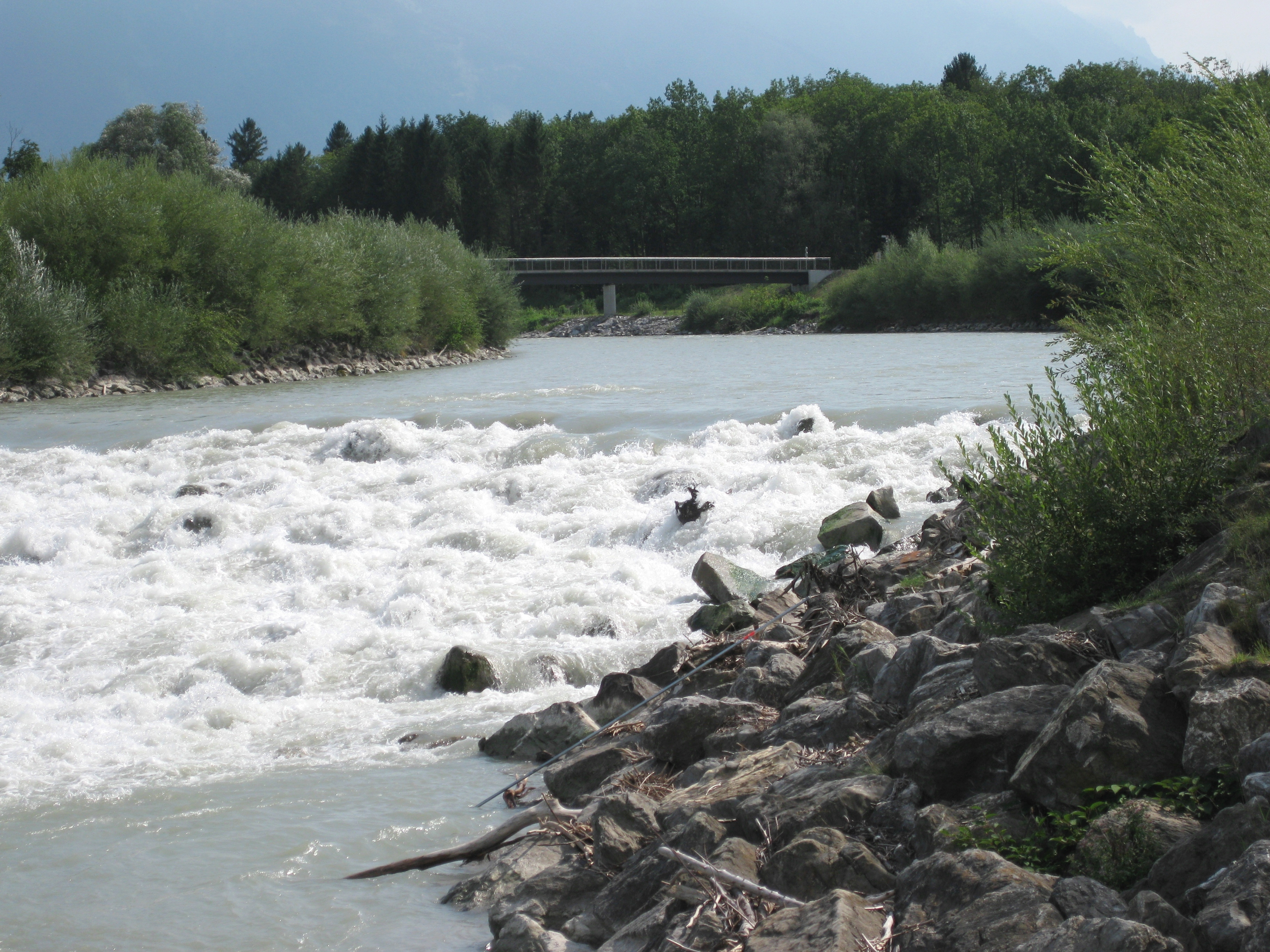
Illspitz, neue Brücke (2008)
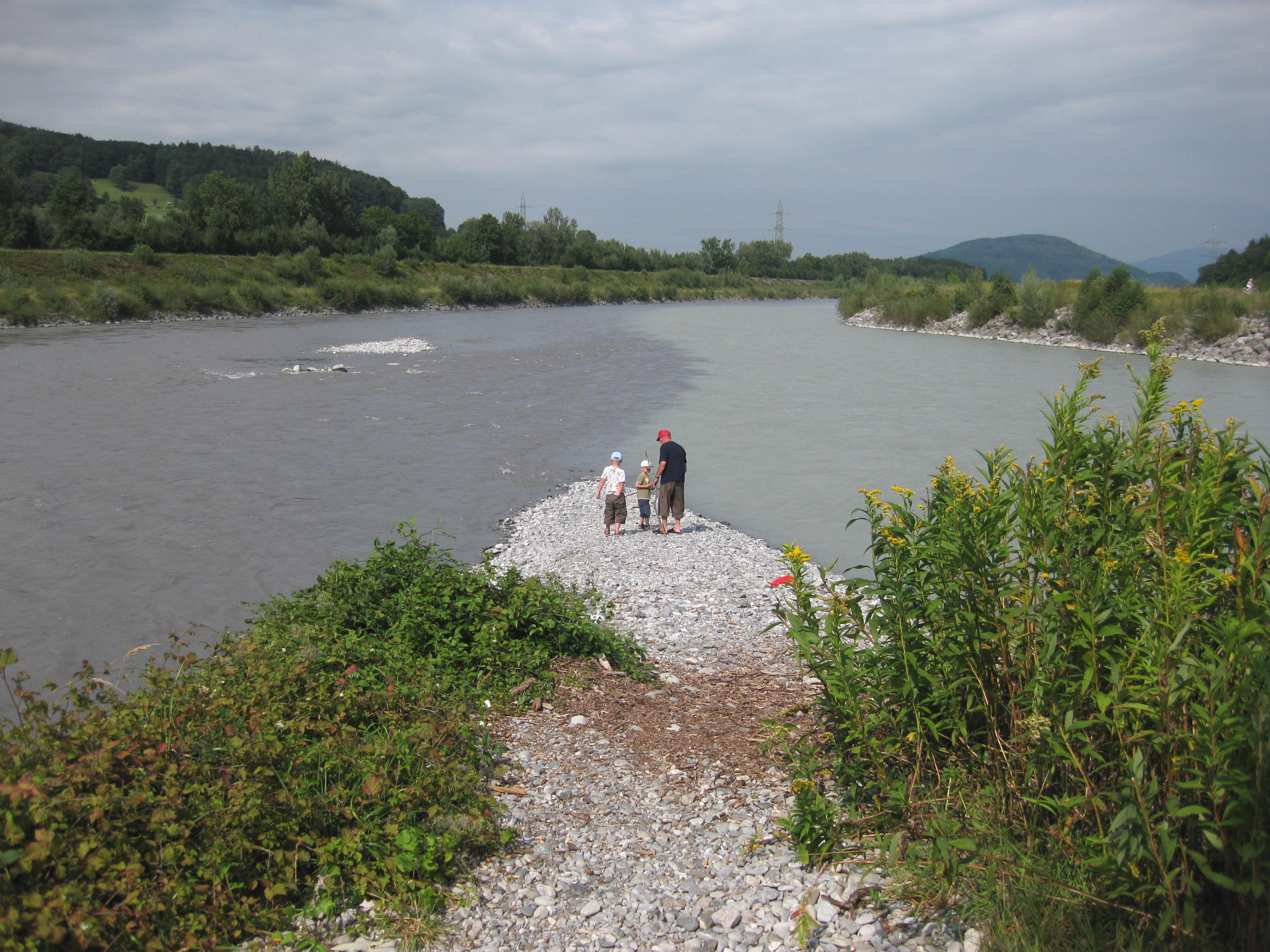
Illspitz, Mündung der Ill (rechts) in den Alpenrhein (links)
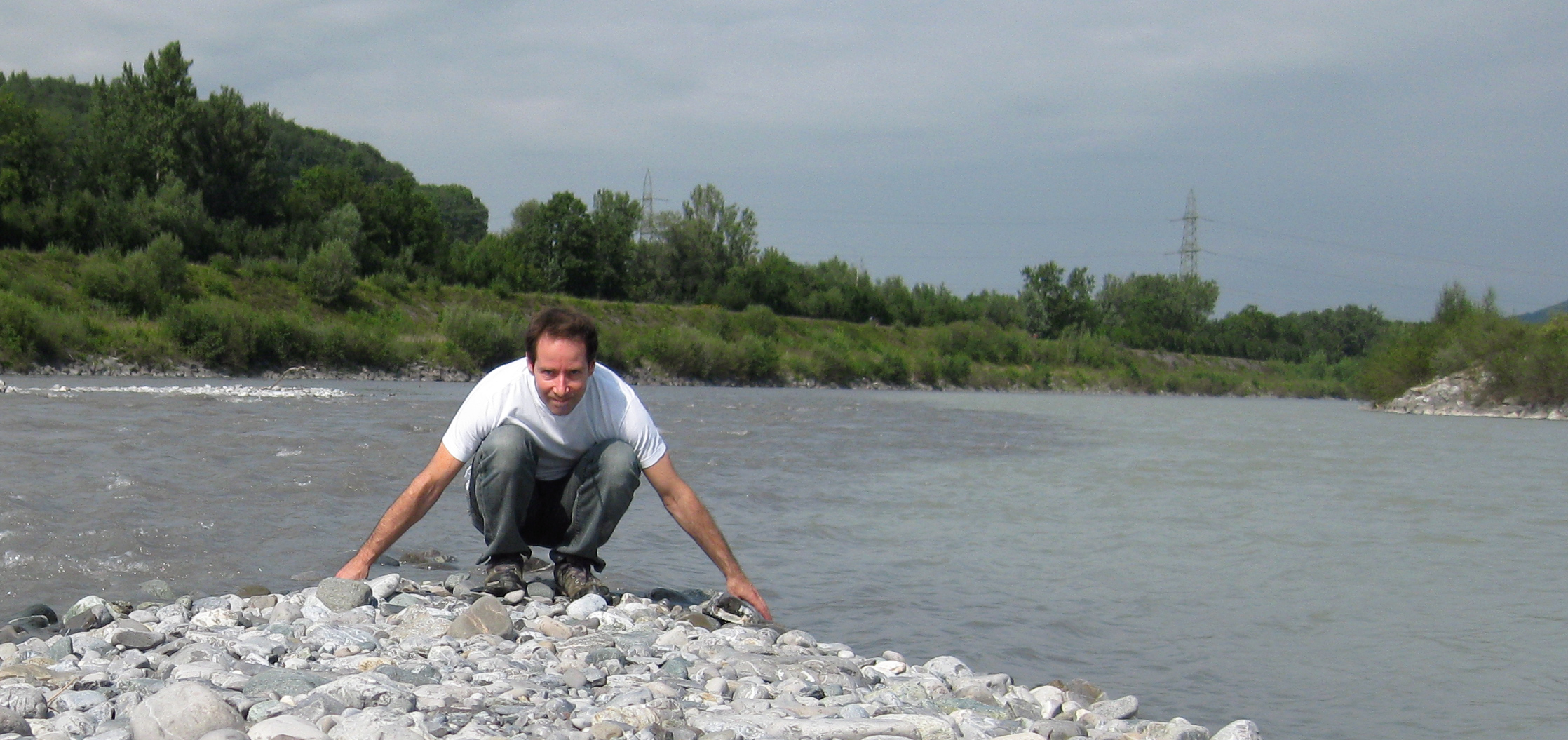
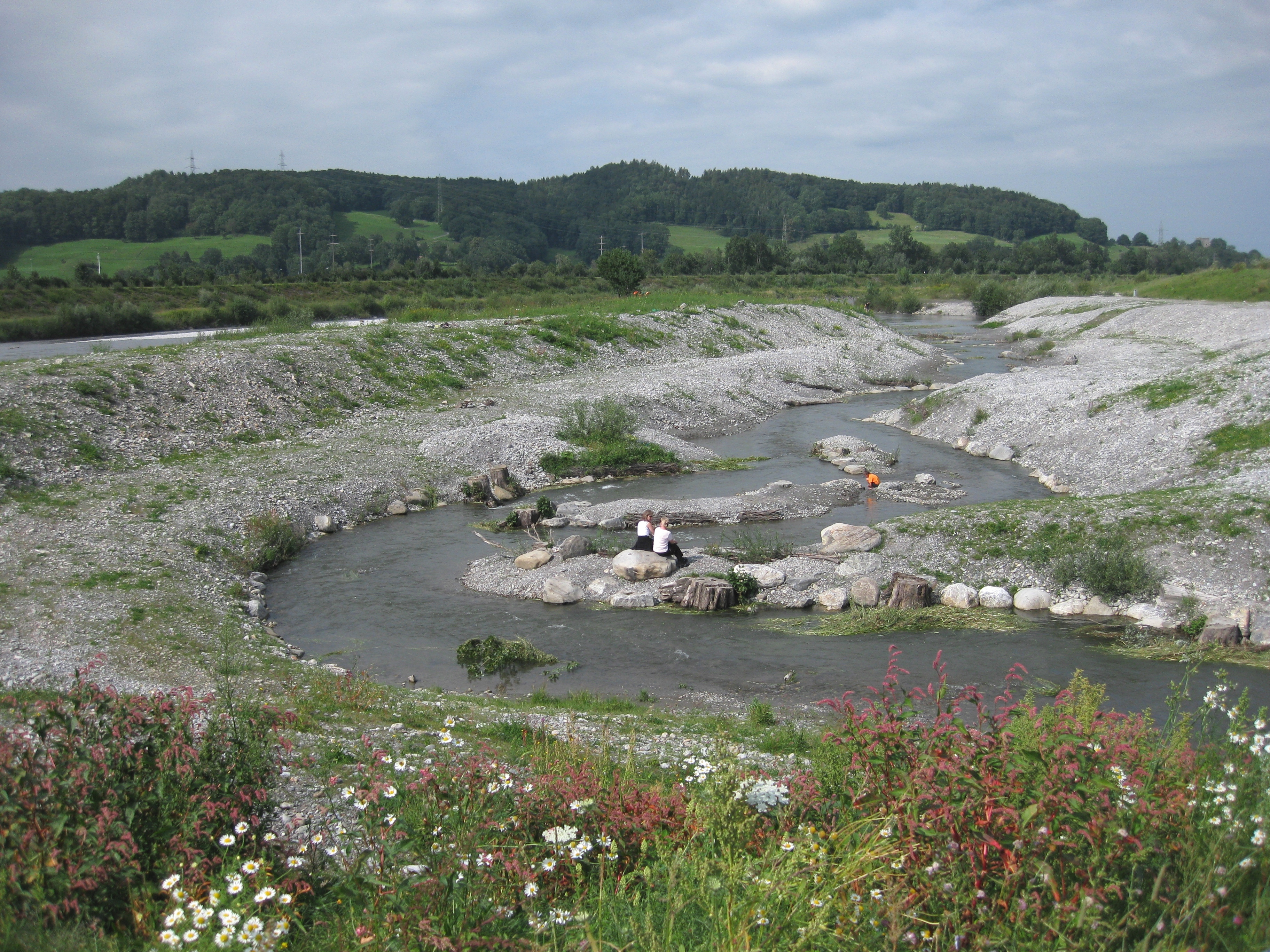
Illspitz, renaturierte Mündung des Spiersbaches (2008)
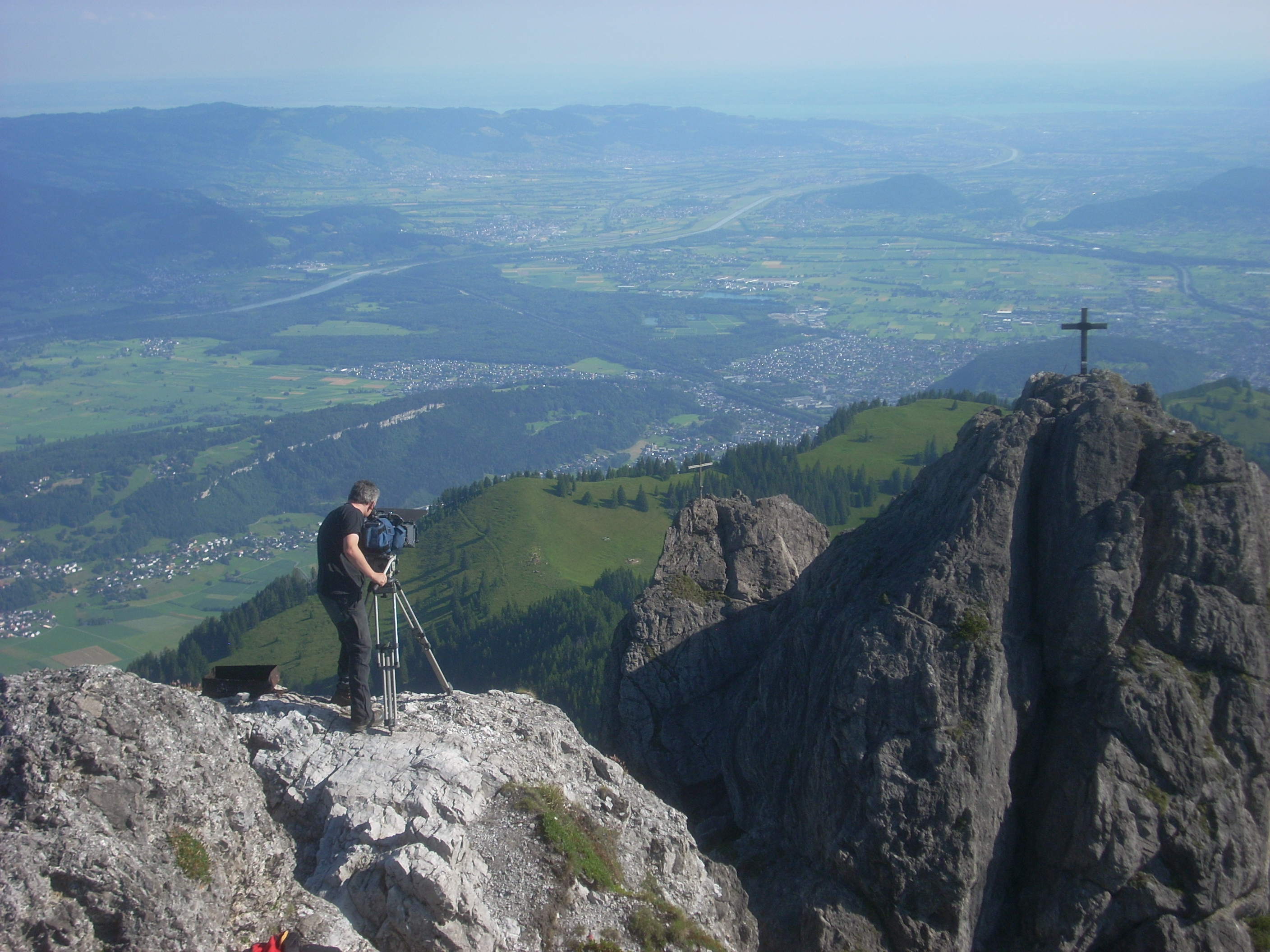
Blick von den Drei Schwestern auf Waldgebiet Rote Au, Matschels und Illspitz im Vorarlberger Rheintal